# Katherine Cutler Ficken
Katherine Cutler Ficken (1911-1968) fue una arquitecta norteamericana que, bajo el nombre profesional de  Katherine Cutler, se convirtió en la primera mujer en ser licenciada en arquitectura en el estado de Maryland.

## Infancia y educación
Katherine Cutler nació el 3 de marzo de 1911 en Rochester, Nueva York. Era hija del arquitecto Howard Wright Cutler y de Marie Katherine (Zahn) Cutler.
Su padre fue un arquitecto, el cual diseñó hospitales militares durante la Primera Guerra Mundial, quien luego se especializó en la construcción de escuelas y edificios gubernamentales. Tras la guerra, cuando Katherine tenía ocho años, su familia decidió mudarse a Washington, D.C. para luego hacerlo hacia Silver Spring, en Maryland.
En 1934, Ficken se graduó de licenciada en arquitectura en la Universidad George Washington. Durante su época de estudiante, trabajó a medio tiempo como dibujante para su padre y también para el gobierno federal.

## Carrera
Ficken puso en marcha su propio estudio en 1934, pero continuó trabajando de forma asociado en la firma de su padre durante varios años.  Algunos de los proyectos en los que asistió a su padre incluyen a una docena de escuelas primarias y secundarias en el Condado de Montgomery y alrededores, como así también en varios edificios de la Universidad de Maryland. Uno de los proyectos en conjunto a su padre fue el "Rock Creek Field House" (una estación de descanso construida en madera y piedra en Rock Creek Stream Valley Park), nominado en 2013 para la inclusión al "Montgomery County's Master Plan" para la preservación histórica.
Ella obtuvo su licencia de arquitecta en Maryland en 1936. Dos años después ella seguía siendo la única mujer licenciada en el estado.
Uno de sus primeros grandes proyectos data de 1940, sobre una finca para una adinerada mujer de Maryland, Clara Hyatt. 
En 1947 contrajo matrimonio con Rudolph William Ficken, a partir de entonces utilizó como nombre profesional Katherine Cutler Ficken. Unos años después, en 1956, deciden adoptar a un niño, Rudolph Ficken, Jr.
Ficken se convierte miembro del Instituto Estadounidense de Arquitectos (AIA) en 1950.
El 14 de octubre de 1968 fallece a causa de cáncer en Bethesda, Maryland.

## Lista parcial de obras

### Con Howard Wright Cutler
- Rock Creek Field House (1940; ahora Meadowbrook Recreation Building)
- Lynbrook Elementary School, Bethesda (1941)
- UMD Dairy Building Addition & Renovation (1948)

### Individuales
- UMD, Edna Amos Nice Hall, Solomons Island (ca. 1938)
- Mansión Clara Hyatt, Germantown (1940–45)
- American Instrument Company ampliación, Silver Spring (1942–43)
- Solomons Island Yacht Club (1944)
- reconstrucción Ceres Restaurant (1945)
- ampliación e invernaderos, College Park (1945–48)

## Legado
Ficken fue una de los 12 arquitectas que participó en "Early Women of Architecture in Maryland", una exhibición itinerante organizada por la AIA, con fecha de apertura en junio de 2015.